# NGC 4122
NGC 4122 је спирална галаксија у сазвежђу Береникина коса која се налази на NGC листи објеката дубоког неба.
Деклинација објекта је + 32° 59' 46" а ректасцензија 12h 7m 8,5s. Привидна величина (магнитуда) објекта NGC 4122 износи 14,7 а фотографска магнитуда 15,5. NGC 4122 је још познат и под ознакама NGC 4113, MCG 6-27-11, CGCG 187-9, KUG 1204+332, PGC 38451.